# Plectrohyla charadricola
Plectrohyla charadricola är en groddjursart som först beskrevs av William Edward Duellman 1964.  Plectrohyla charadricola ingår i släktet Plectrohyla och familjen lövgrodor. IUCN kategoriserar arten globalt som starkt hotad. Inga underarter finns listade i Catalogue of Life.